# (37261) 2000 XC5
2000 XC5 (asteroide 37261) é um asteroide da cintura principal. Possui uma excentricidade de 0.08067070 e uma inclinação de 8.55882º.
Este asteroide foi descoberto no dia 1 de dezembro de 2000 por LINEAR em Socorro.